# Saab 21R
El Saab 21R fue un caza monomotor a reacción fabricado por la compañía sueca Saab a principios de los años 50, a partir del Saab 21, que era un avión propulsado con un motor a pistón y hélice impulsora, reemplazando este motor por un turborreactor, convirtiéndose así en el primer reactor fabricado en Suecia. Este hecho lo hizo un avión inusual, dado que fue el único avión que entró en servicio con una versión de motor a pistón y otra con motor a reacción.

## Historia y diseño
Para obtener el primer caza sueco propulsado a turborreacción, Saab adaptó su diseño del Saab 21 para aceptar la instalación de una turbina de gas de Havilland Goblin. En un primer momento, parecía una forma sencilla de obtener experiencia con este tipo de planta motriz y, además, de mejorar el nivel de prestaciones del probado diseño Saab 21; sin embargo, este proceso iba a ser más complejo de lo previsto. El primer requerimiento contemplaba la reforma y ampliación de la sección trasera de la góndola-fuselaje para que pudiese aceptar el nuevo motor y que el estabilizador se implantase más alto para sustraerse del flujo del reactor. Se decidió asimismo que, en previsión a las mayores prestaciones del nuevo avión, era imprescindible reforzar parcialmente la estructura y que, dado que ahora no existiría el problema de la luz de la hélice sobre el suelo, el tren de aterrizaje podía ser acortado.

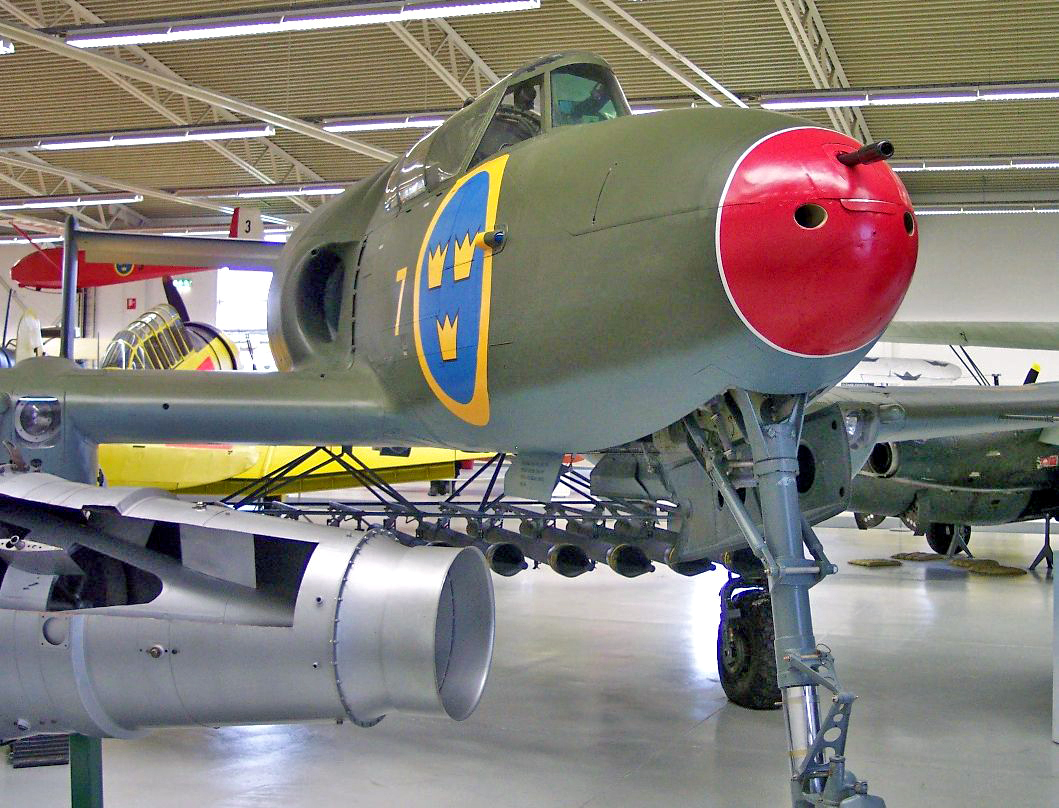
Saab 21R expuesto en un museo.

Así configurado, el primer prototipo Saab 21R llevó a cabo su vuelo inaugural el 10 de marzo de 1947, pero tuvieron que transcurrir dos años antes de que se pudiesen subsanar todos los problemas de desarrollo. Las primeras entregas de aviones de serie tuvieron lugar en febrero de 1949. El pedido original de producción por el Saab 21R ascendía a 120 aparatos, pero debido al retraso ya mencionado se echó encima el desarrollo del caza a turborreacción Saab 29 Tunnan (diseñado como tal y más avanzado), de manera que el pedido se redujo a sólo 60 aviones. Estos se desglosaron en treinta J21RA, con el motor de Havilland Goblin 2 de 1.361 kg de empuje, y en otros treinta J21RB, con el turborreactor Goblin construido bajo licencia. Tras servir durante un tiempo comparativamente corto en el papel de cazas, estos aviones fueron convertidos en plataformas de ataque y redenominados A21R y A21RB, respectivamente.

## Variantes
J 21RA / A 21RA
Primera serie de producción, con motores Goblin 2 de fabricación británica. 34 fabricados en 1950 (incluyendo 4 prototipos), y retirados en 1953.
J 21RB / A 21RB
Segunda serie de producción, con motores Goblin 3 fabricados bajo licencia, 30 fabricados entre 1950 y 1952, y retirados en 1956.

## Usuarios
Suecia
- Fuerza Aérea Sueca (Svenska Flygvapen)

## Especificaciones Saab-21RB (J21RB)

### Características generales
- Longitud: 10,45 m
- Envergadura: 11,60 m
- Altura: 2,95 m
- Superficie alar: 22,3 m²
- Peso vacío: 3112 kg
- Peso cargado: 4340 kg
- Peso máximo al despegue: 5035 kg
- Planta motriz: 1× Turborreactor de Havilland Goblin construido bajo licencia por Svenska Flygmotor (RM2B).
  - Empuje normal: 1500 kg de empuje.

### Rendimiento
- Velocidad nunca excedida (Vne): 800 km/h
- Alcance: 720 km
- Techo de vuelo: 12 000 m
- Régimen de ascenso: 17,1 m/s

### Armamento
- Ametralladoras: 4× 

  - 4x Bofors de 13,2 mm

- Cañones: 1× 

  - 1x Bofors de 20 mm en la proa

### Desarrollos relacionados
- Saab 21

### Aeronaves similares
- de Havilland Vampire

### Secuencias de designación
- Aviones de caza de Saab: 21 · 21R · 29 Tunnan · 32 Lansen · 35 Draken · 37 Viggen · 39 Gripen